# Comté d'Inverness (Nouvelle-Écosse)
Pour les articles homonymes, voir Comté d'Inverness.
Le comté d'Inverness (en anglais : Inverness County, en écossais : Siorramachd Inbhir Nis) est une municipalité de comté de la Nouvelle-Écosse, situé à l'ouest du Cap Breton.

## Géographie
- Lac Company

## Administration
Le chef-lieu est Port Hood. Le maire est Duart MacAulay et le maire adjoint est Ned MacDonald.
Les villages sont regroupés dans six différents districts.
- District #1
  - Conseiller municipal : Daniel Boudreau
  - Chéticamp
- District #2
  - Conseiller municipal : Gloria Leblanc
  - Margaree, St-Joseph
- District #3
  - Conseiller municipal : Ned MacDonald
  - Inverness-Glenville-Dunvegan
- District #4
  - Conseiller municipal : Duart MacAulay
  - Whycocomagh- Lake Ainslie- Orangedale
- District #5
  - Conseiller municipal : Jim MacLean
- District #6
  - Conseiller municipal : Edward MacDonald

Les conseillers municipaux sont Duart MacCaulay (district #4), Daniel Boudreau, Gloria Leblanc, Ned MacDonald, Jim MacLean et Edward MacDonald.

## Culture
La culture dominante est écossaise. La région est aussi le site d'un foyer culturel acadien.